# Victory (Vermont)
Victory es un pueblo ubicado en el condado de Essex en el estado estadounidense de Vermont. En el año 2010 tenía una población de 62 habitantes y una densidad poblacional de 0,56 personas por km².

## Geografía
Victory se encuentra ubicado en las coordenadas 44°32′8″N 71°49′50″O / 44.53556, -71.83056.

## Demografía
Según la Oficina del Censo en 2000 los ingresos medios por hogar en la localidad eran de $28,750 y los ingresos medios por familia eran $38,333. Los hombres tenían unos ingresos medios de $28,750 frente a los $30,000 para las mujeres. La renta per cápita para la localidad era de $18,558. Alrededor del 13.2% de la población estaba por debajo del umbral de pobreza.